# Photosensitive retinale Ganglienzelle
Als (intrinsisch) photosensitive retinale Ganglienzellen (Kürzel: ipRGC), kurz photosensitive Ganglienzelle (auch fotosensitive Ganglienzelle), wird eine Art von Neuronen in der Netzhaut des Säugetierauges bezeichnet, die neben Stäbchen und Zapfen eine dritte Klasse von Photorezeptoren darstellen. Sie zählen zu den retinalen Ganglienzellen (RGC) in der innersten Schicht der Netzhaut und werden erst seit Beginn der 1990er Jahre näher untersucht. Im Unterschied zu den anderen Ganglienzellen der Netzhaut sind sie eigenständig (intrinsisch) lichtempfindlich (photosensitiv). Sie enthalten ein besonderes Photopigment, das Melanopsin. Melanopsinhaltige Ganglienzellen sind über die ganze Netzhaut verteilt, aber im unteren nasalen Teil empfindlicher.

## Funktion
Photosensitive retinale Ganglienzellen machen nur einen kleinen Anteil  der Ganglienzellen der Netzhaut aus (rund 1 %). Sie transduzieren Licht deutlich langsamer als Stäbchen- oder Zapfenzellen in zelluläre Signale. Ihre Funktion ist nicht die Bild- oder Mustererkennung, sondern eine stabile Wahrnehmung der Umgebungshelligkeit. Dabei erfüllen sie mindestens drei Hauptfunktionen:
- Indem sie Information über die Dauer von Tag und Nacht liefern, spielen sie eine wesentliche Rolle beim Entrainment (der Synchronisation) der circadianen Rhythmik (des Taktgebers des körpereigenen Tag-Nacht-Rhythmus) mit dem 24-stündigen Hell-Dunkel-Zyklus. Über den Tractus retinohypothalamicus senden sie die Helligkeitsinformation direkt an Taktgeber des circadianen Rhythmus, den Nucleus suprachiasmaticus des Hypothalamus.
- Photosensitive Ganglienzellen sind durch Nerven mit weiteren Gehirnarealen verbunden, so auch über die Area pretectalis des Epithalamus mit angrenzenden Regionen des Mittelhirns, die reflektorische Augenbewegungen vermitteln (Colliculi superiores) beziehungsweise die Anpassung der Pupillenweite an die Leuchtdichte regeln (Edinger-Westphal-Kern). Damit sind sie für den Pupillenlichtreflex sowie weitere Reaktionen auf Veränderungen der Lichtverhältnisse der Umgebung von Bedeutung.
- Sie sind beteiligt an der Regelung und an der akuten photischen Suppression (durch Licht ausgelösten Unterdrückung) der Ausschüttung von Melatonin aus der Zirbeldrüse.

Das Photopigment der photosensitiven Ganglienzellen, Melanopsin, wird am stärksten von Licht im kurzwelligen (blauen) Bereich des sichtbaren Spektrums angeregt. Die maximale Empfindlichkeit liegt bei einer Wellenlänge von 480 nm.

## Entdeckung
1991 entdeckten Russell G. Foster, Ignacio Provencio und Kollegen einen Photorezeptor in Mäuseaugen, der weder dem Zapfen- noch dem Stäbchentypus zuzuordnen war. Es wurde gezeigt, dass dieser Rezeptor an der circadianen Rhythmik, dem 24-Stunden-Rhythmus der biologischen Uhr, beteiligt war. Dass eine so bedeutende Entdeckung in einer relativ wenig bekannten Zeitschrift publiziert wurde, macht die Skepsis deutlich, welche die Wissenschaftsgemeinde der Existenz einer weiteren Photorezeptorzelle zunächst entgegenbrachte. Schließlich war das Auge 200 Jahre lang eingehend untersucht worden, so dass es, wie Foster selbst schrieb, unwahrscheinlich scheinen musste, dass ein weiterer Rezeptortyp unbemerkt geblieben sein konnte. Dass die neuentdeckten Zellen Melanopsin enthalten, wurde von Provencio und Mitarbeitern 2007 publiziert.